# Улица Николая Андрияшева
Улица Николая Андрияшева (укр. ву́лиця Миколи Андріяшева) — улица города Прилуки. Проходит за заводом «Пластмасс» вдоль железнодорожной линии на Бахмач. Протяжённость составляет 400 метров. Жилые дома только с нечётной стороны.

## Этимология годонима
До 2016 года носила название в честь советского партийного и государственного деятеля — Щербакова А.С. (1901—1945)

## Трассировка
Начинается от Партизанской улицы, заканчивается пересечением с улицами Андреевской и Дмитрия Шкоропада. Имеет пересечение с переулком Николая Андрияшева.

## Здания, сооружения, места
Застроена частными жилыми домами. Заканчивается домом № 47.

## Транспорт
Автобусного движения не имеет. Ближайшая остановка «завод Пластмасс».